# Beta Ophiuchi
Beta Ophiuchi (β Oph) – gwiazda w gwiazdozbiorze Wężownika, znajdująca się w odległości około 82 lat świetlnych od Słońca.

## Nazwa
Tradycyjna nazwa gwiazdy, Cebalrai, wywodzi się z arabskiego ‏كلب الراعي‎ kalb al-rā‘ī, co oznacza „pies pasterski”, jako że starożytni Arabowie widzieli w tym obszarze nieba pastwisko, którego strzegł pasterz – gwiazda Rasalhague, wraz ze swoim psem. Współcześnie w tradycji zachodniej gwiazdy „pastwiska” zalicza się do gwiazdozbiorów Wężownika i Herkulesa. Międzynarodowa Unia Astronomiczna w 2016 roku formalnie zatwierdziła użycie nazwy Cebalrai dla określenia tej gwiazdy.

## Charakterystyka
Jest to olbrzym należący do typu widmowego K, chłodniejszy od Słońca, o 64 razy większej jasności i 12,5 raza większym promieniu. Masa gwiazdy nie jest dobrze znana, ale jest równa około 2 mas Słońca. Najprawdopodobniej w jego helowym jądrze odbywają się reakcje syntezy helu w węgiel. Gwiazda charakteryzuje się kilkoma okresami zmienności, z których najdłuższy, 142-dniowy wiąże się z obrotem gwiazdy, natomiast trzynastodniowy okres zmienności odpowiada jej pulsacjom, których przyczyna pozostaje słabo zrozumiana. W przeszłości gwiazda ta pomagała znaleźć na niebie historyczny gwiazdozbiór o nazwie Ciołka Poniatowskiego.